# Tashi Tsering (voetballer)
Tashi Tsering is een Tibetaans voetballer die speelt bij Manang Marsyangdi Club die uitkomt in de hoogste divisie van Nepal. De aanvaller speelt sinds 2005 ook wedstrijden voor het Nepalees voetbalelftal en sinds 1999 voor de voetbalselectie van Tibet.
Tsering speelde gedurende meerdere jaren voor Manang Marsyangdi Club en stond bekend vanwege zijn sterke optreden voor de club in de AFC President's Cup 2006.
Hij speelde voor Nepal in twee kwalificatiewedstrijden in de FIFA Wereldkampioenschap voetbal 2010. Hij speelde in vijf wedstrijden voor Nepal waarbij hij eenmaal scoorde, tijdens de AFC Challenge Cup van 2006, waar hij in de semi-finale met Nepal tegen het Sri Lankaans voetbalelftal met penalty's verloor.
| jaar    | club                   | land  | competitie     | wed. | goals |
| ------- | ---------------------- | ----- | -------------- | ---- | ----- |
| 2002/03 | Manang Marsyangdi Club | Nepal | Premier League | 0    | 0     |
| 2003/04 | Manang Marsyangdi Club | Nepal | Premier League | 10   | 1     |
| 2004/05 | Manang Marsyangdi Club | Nepal | Premier League | ?    | ?     |
| 2005/06 | Manang Marsyangdi Club | Nepal | Premier League | ?    | ?     |
| 2006/07 | Manang Marsyangdi Club | Nepal | Premier League | ?    | ?     |
| 2007/08 | Manang Marsyangdi Club | Nepal | Premier League | ?    | ?     |
| 2008/09 | Manang Marsyangdi Club | Nepal | Premier League | ?    | ?     |
|         |                        |       | Totaal         | ?    | ?     |

| seizoen | land  | wed. | goals |
| ------- | ----- | ---- | ----- |
| 2005    | Nepal | ?    | ?     |
| 2006    | Nepal | ?    | ?     |
| 2007    | Nepal | ?    | ?     |
| 2008    | Nepal | ?    | ?     |

| seizoen | land  | wed. | goals |
| ------- | ----- | ---- | ----- |
| 1999    | Tibet | ?    | ?     |
| 2000    | Tibet | ?    | ?     |
| 2001    | Tibet | ?    | ?     |
| 2002    | Tibet | ?    | ?     |
| 2005?   | Tibet | ?    | ?     |
| 2008    | Tibet | ?    | ?     |